# Миллер, Михаил Александрович
Михаил Александрович Миллер (1883—1968) — археолог, историк. Профессор (1934). Действительный член Украинской свободной академии наук (ФРГ), доктор философии Украинского свободного университета, действительный член Научного общества имени Шевченко (1949).

## Биография
Михаил Александрович родился 26 (или 23) ноября 1883 года в слободе Каменно-Миллеровская области Великого Войска Донского.
Родом из казаков германского происхождения, ведущих свою историю от сына прусского полковника Абрама Егоровича Миллера, прибывшего во времена Петра I из Кенигсберга в качестве артиллерийского инструктора, участвовавшего в 1696 году во взятии Азова, а впоследствии назначенного генерал-фельдцехмейстером (командующим артиллерией) российской армии.
Михаил был десятым, и последним, ребёнком статского советника Александра Николаевича Миллера и его супруги Александры Александровны, урождённой Першиной. Из трёх сыновей — Александра, Василия и Михаила — средний стал экономистом, а старший и младший — археологами. Отец, Александр Николаевич Миллер был заместителем председателя Таганрогской городской думы.
Михаил Миллер окончил в 1904 году Таганрогскую гимназию и в том же году поступил на историко-филологический факультет Московского университета. Студентом принимал участие в полевых археологических разработках под руководством археолога Д. И. Багалея и историка Д. И. Яворницкого. По окончании университетского курса в 1908 году, совместно с братом Александром, вёл летом раскопки Елизаветовского городища, а зимой слушал лекции на экономическом отделе юридического факультета Харьковского университета. Получив в 1911 году второй университетский диплом кандидата экономических и юридических наук занял должность мирового судьи в Таганрогском округе и работал в канцелярии Донского земельного банка.
Михаил Миллер сотрудничал в Комиссии по устройству Донского музея. В конце 1920-х годов принимал участие в организации краеведческого музея в Таганроге, заведующим которого был назначен в 1927 году. В 1929—1932 годах был участником Днепрогэсовской археологической экспедиции (летом 1931 года на острове Дубовый на Днепре его сопровождала жена, Татьяна Александровна Неклюдова).
В сентябре 1934 года Миллер поступил в Ростовский пединститут на должность профессора древней истории и семья переехала в Ростов-на-Дону.
В 1930-е годы был репрессирован его брат Александр Миллер (погиб в 1935), выдвигались политические обвинения и в адрес Михаила Александровича.
С приходом немцев Миллер сотрудничал с SD и Ahnenerbe. В 1942 году Миллер провёл масштабные археологические раскопки на территории оккупированного Поднепровья, которые курировал немецкий археолог Рудольф Штампфус. В раскопках участвовали украинские археологи П. А. Козарь и А. В. Бодянский, причём последний составил из их материалов объёмный фонд, использовавшийся советскими археологами в послевоенное время. В 1943 году Миллер с семьёй был вынужден бежать в Германию, а затем в Вену. По приглашению друга, археолога Ярослава Пастернака, он обосновался в Гёттингене, где с 1945 года преподавал в гимназии для украинских беженцев благодаря чему завязал контакты с местной украинской диаспорой. В 1946 г. Миллер получил возможность снова заниматься научной деятельностью, работая в общественном Украинском морском институте.
К концу 1940-х годов большинство беженцев эмигрировали в США и Канаду и гимназия закрылась. В 1951 году Миллеру было предложено место учёного секретаря в американском Институте по изучению СССР в Мюнхене. Он проработал там десять лет и написал около 130 монографий на украинском, русском, английском и немецком языках. Самой известной из них стала монография «Археология в СССР» (1954), первое издание которой появилось на русском языке, а через два года эта книга вышла в Нью-Йорке на английском языке.
С 1951 года до выхода на пенсию состоял ординарным профессором Украинского свободного университета.
Дочь — Ксения Михайловна Антич.

## Научные труды
- «Материальная культура донских низовых казаков» (не была издана и находится в архиве Этнографического музея в Санкт-Петербурге).
- «Некоторые данные по археологии Таганрогского округа» (1926).
- «Обследование памятников материальной культуры северного побережья Азовского моря» (1927).
- «Некоторые курганные погребения Таганрогского округа».
- «Самбекское городище» (1927).
- «Керамика древних поселений Приазовья» (1928).
- «Сарматское поселение у ст. Нижне Гниловской».
- «К вопросу о развитии хозяйственных форм доклассового общества в бассейне Нижнего Дона» (1935).
- «Памятники эпохи родового общества на Игренском полуострове». «Проблемы истории докапиталистических обществ» (Л.), 1935, № 9-10
- «Отчет о работах экспедиции ГАИМК в Моздоке» (1935).
- «Танаис» (1939).
- «Дон, 1934 г.» (1941).
- «Палеоліт Надпоріжжя». Авґсбург, 1948
- «Могила князя Святослава». — Вінніпег: Культура й Освіта, 1951.
- «A Stone Statuette from Ratzeburg». «The Annals of the Ukrainian Academy of Arts and Sciences in the U.S., inc.», 1951, winter, vol. 1, nr. 1
- «Уничтожение большевиками памятников истории, культуры и искусства СССР». «Вестник Института по изучению истории и культуры СССР» (Мюнхен), 1952, № 3
- «Славяне и их соседи в новейшей советской интерпретации». «Вестник Института по изучению истории и культуры СССР» (Мюнхен), 1953, № 4, январь-март
- «Советский музей в системе пропаганды». «Вестник Института по изучению истории и культуры СССР» (Мюнхен), 1953, № 5, апрель-июнь
- «Археология в СССР» (1954).
- «Archaеоlogy in the U.S.S.R». New York, 1956
- Міллер М. Дніпрельстанівська археологічна експедиція Наркомосу України (1927—1932) (укр.) // Науковий збірник Українського вільного університету. — Мюнхен, 1956. — Т. VI. — С. 147—166.
- «Знищення Православної церкви большевиками». В кн.: Український збірник, кн. 10. Мюнхен, 1957
- «Дон и Приазовье в древности» (т. 1-3. Мюнхен, 1958-61).
- «Александр Александрович Миллер, 1875—1935». «Вестник Института по изучению истории и культуры СССР» (Мюнхен), 1958, № 3 (28), сентябрь-декабрь
- «Доля українських археологів під Совєтами». В кн.: Збірник на пошану українських учених, знищених большевицькою Москвою. Париж-Чикаго, 1962 («ЗНТШ», т. 173)
- «Первобытный период в истории Нижнего Днепра (до появления железа)» (Мюнхен, 1965).